# Deïtat triple
La deïtat triple és una figura present en diverses religions segons la qual tres divinitats es representen com un grup de funció unitària. La hipòtesi de la trifuncionalitat explica que aquesta xifra representa el paral·lel celestial de la divisió social terrena. Tot i que hi ha manifestacions masculines locals, solen ser tres deesses les que encarnen la divinitat triple. No s'ha de confondre amb les associacions de tres déus (tríades) en el culte, ja que en aquest cas cada figura manté la seva individualitat i poden aparèixer per separat.

## Les teixidores
Una de les primeres manifestacions de la deïtat triple són tres dones que apareixen teixint o pentinant fils que representen el destí o la vida. Les moires gregues, les parques romanes i les nornes nòrdiques són exemples de mitologies europees d'aquest arquetip. Pel seu caràcter decisiu (saben o bé decideixen quan morirà una persona) se les ha assimilat a fetilleres, d'aquí que hagin derivat en personatges com les tres bruixes de Macbeth, entre d'altres. Una transformació d'aquest mite són les lavandeiras gallegues (d'origen celta) que renten la roba en comptes de teixir-la però estan igualment lligades a la mort. Una altra escissió són les ursitoare romaneses, que arriben el tercer dia de naixement del nadó per teixir el seu destí i que poden estar a l'arrel de personatges populars com la fada (o tres fades, depenent de la versió) de la La Bella Dorment, conte que hereta el motiu de la filosa lligat amb les teixidores.

## La força de la vida
En una concepció oposada però relacionada amb l'anterior, apareixen triples deïtats que representen la força de la vida, com les Càrites o Gràcies gregues. Les matronae romanes simbolitzen la vida lligada a la maternitat. Aquesta deïtat triple s'encarna sovint com a nimfes o divinitats lligades a la fertilitat, com per exemple les xulsigiae gal·les. Per aquest motiu, determinades divinitats inicialment úniques van acabar representades amb tres caps o tres cossos, com Hècate, dea de la màgia i el coneixement ocult de la natura.

## El pas del temps
La deïtat triple pot aparèixer com un grup de dees que representen les diferents edats humanes o el pas del temps. Les hores gregues inicialment eren tres, tot i que després van adquirir diferents noms i xifres per encarnar altres aspectes del temps. El fet que comencessin sent tres i no quatre (com les estacions), probablement es deu a la influència de símbols com la trisquela, que també es lliga a la temporalitat. La Santíssima Trinitat pot ser una concepció similar a aquesta deïtat triple, on el Pare, el Fill i l'Esperit Sant representen alhora tres edats i tres funcions, en analogia a tríades de déus com el trimurti hindú, tot i que aquesta comparació és polèmica entre els acadèmics.